# Sion (monte)
Con il nome di monte Sion è conosciuta un'altura di 765 metri sul livello del mare, posta a sud della Porta di Sion, immediatamente fuori dalla Città Vecchia di Gerusalemme. È circondata a est e a sud dalla valle del fiume Hinnon, detta Geenna, e a ovest dalla valle del Tyropoeon.
Nei secoli il nome è stato attribuito a diverse alture, tra cui quella sulla quale nacque il nucleo originario della città, a sud-est dell'attuale Città Vecchia di Gerusalemme, nella zona chiamata Città di David.

## Storia
La popolazione cananea dei Gebusei vi fondò un villaggio, il cui nome potrebbe essere stato già la variante locale di Gerusalemme, sebbene alcuni facciano derivare la paternità di questo appellativo al re Davide.
Gerusalemme deriverebbe dalle radici ur, cioè altura, montagna, e shlm, pace: quindi monte (poi città) della pace.
Il nome di Sion, meno altisonante e di uso più popolaresco, è rimasto comunque vivo nella memoria delle genti, utilizzato soprattutto nella poetica, affiancandolo più spesso a figure femminili, agili ed eteree. La figura da "desiderare" è stata nel tempo convertita, durante la diaspora ebraica, nella Terra Promessa, casa perduta tanto bramata.
Il Sionismo ha reso più pragmatico questo sogno romantico.

## Nella Bibbia
Per i cristiani il monte Sion era il luogo privilegiato delle loro riunioni in Gerusalemme, dov'era collocato il Cenacolo. Dal momento, però, che la tradizione cattolica individua il luogo del Cenacolo a sud-ovest dell'attuale Gerusalemme sul monte di Gareb, al di fuori quindi del monte Sion e dalla Città di David, nel IV secolo il monte di Gareb è stato rinominato dai cristiani la "Nuova Sion", la "Nuova Gerusalemme", ovvero il centro del nuovo popolo di Dio. Per tale motivo i cristiani cattolici chiamano "Monte Sion" o "Sion Cristiano" il monte "di Gareb" su cui sorge il Cenacolo.
Per gli ebrei, il monte Sion è considerato la dimora terrestre di Dio, il monte da dove proviene la benedizione e il castigo divino. Il Sion israeliano e il Sion Celeste sono due luoghi strettamente collegati tra loro: il primo è sacro a tutti i pellegrini, in quanto simbolo della vicinanza di Dio al suo popolo, il secondo invece è fuori dal firmamento e oltre ogni immaginazione ed è la dimora mitica dove vive e comanda il Signore.

## Monumenti e luoghi d'interesse
Sul monte sorgono anche la Basilica della Dormizione di Maria e la Tomba di Davide.